# Bruno Frei
Bruno Frei (geboren 11. Juni 1897 als Benedikt Freistadt in Preßburg, Österreich-Ungarn; gestorben 21. Mai 1988 in Klosterneuburg, Österreich), auch Karl Franz, war ein politischer Journalist, Publizist, Autor und Marxist.

## Leben
Bruno Frei, zu dessen Vorfahren Heinrich Heine und Karl Marx gehören, sammelte bereits 1917 erste journalistische Erfahrungen in der linksliberalen Wiener Zeitung Der Abend und wurde von deren Herausgeber Carl Colbert gefördert. 1920 promovierte Frei in Philosophie an der Universität Wien. Danach war er als Auslandskorrespondent des Abend in Berlin tätig, wo er im Romanischen Café Egon Erwin Kisch und Anton Kuh näher kennenlernte. Ab 1929 gab er im Auftrag von Willi Münzenberg Berlin am Morgen, eine auf eine breite Leserschicht zielende Tageszeitung, heraus. Zahlreiche Autoren des linken Spektrums fanden hier eine Publikationsmöglichkeit.
Nach dem Reichstagsbrand emigrierte Frei nach Prag, wo er als Chefredakteur der auf kommunistischer Linie liegenden Wochenzeitschrift Der Gegen-Angriff fungierte, die von Ende April 1933 bis zum 14. März 1936 erschien. Der Name war eine Reaktion auf Goebbels Zeitung Angriff. Auch hat Frei führend an der Erstellung des Braunbuches mitgewirkt. Nachdem Frei später gezwungen war, nach Frankreich zu emigrieren, wurde er im berüchtigten Pyrenäen-Lager Le Vernet interniert, bis ihm 1941 aufgrund der Bemühungen des mexikanischen Generalkonsuls in Marseille, Gilberto Bosques, die Ausreise nach Mexiko gelang. Frei war mit Anna Seghers und deren Familie engstens befreundet. Seghers hat sich um die Kinder von Frei während seiner Emigrationszeit gekümmert.
Frei war Mitbegründer des im mexikanischen Exil herausgegebenen Exilblattes Freies Deutschland sowie nach dem Bruch mit den deutschen Exil-Kommunisten in Mexiko gemeinsam mit Leo Katz Mitbegründer der Zeitschrift Austria Libre und Mitglied bei der Acción Republicana Austriaca en México. Er kehrte im April 1947 nach Wien zurück. 1948 übernahm er die Chefredaktion der neu gegründeten Tageszeitung Der Abend, die im kommunistischen Globus-Verlag erschien und im September 1956 eingestellt wurde. Er entfaltete eine breite publizistische Tätigkeit. So gab er gemeinsam mit Ernst Fischer und Viktor Matejka die kommunistische Kultur- und Intellektuellenzeitschrift Tagebuch heraus, deren Chefredakteur er bis 1964 war. Ende der 1950er Jahre berichtete Frei als Auslandskorrespondent aus China für das KPÖ-Zentralorgan Volksstimme. 1972 erschien seine Autobiographie Der Papiersäbel im S. Fischer Verlag (u. a. rezensiert von Jean Améry in der Zeit). Bruno Frei starb am 21. Mai 1988 im Alter von 91 Jahren in Klosterneuburg bei Wien.
Frei hatte zwei Kinder, Hans (1925–2015) und Elisabeth „Lisa“ Lang (* 1927).

## Werke
- Wiener Wohnungselend. Wien: Anzengruber-Verlag 1918.
- Gespräch über das Glück. Essay. Leipzig, Wien: Suschitzky 1920.
- Jüdisches Elend in Wien. Bilder und Daten. Wien u. a.: Löwit 1920.
- Das Elend Wiens. Soziale Studie. Wien, Leipzig: Verlag der Wiener Graphischen Werkstätte 1921.
- Die roten Matrosen von Cattaro. Reportage. Wien: Verlag der Wiener Volksbuchhandlung 1927.
- Im Lande der roten Macht. Ein sowjetrussischer Bilderbogen. Berlin: Neuer Deutscher Verlag 1929.
- Hitler über Deutschland. Und wie es kam… Prag: Haken 1933.
- Hanussen. Ein Bericht. Strasbourg: Sebastian-Brant-Verlag 1934.
- Die Männer von Vernet. Ein Tatsachenbericht. Berlin: Dietz-Verlag 1950.
- Mit eigenen Augen. Reportagen; Aufbau-Verlag Berlin 1955.
- Der große Sprung. China heute. Aufbau-Verlag Berlin 1959.
- Die Stafette. Historische Miniaturen. Aufbau-Verlag Berlin 1959.
- Die Matrosen von Cattaro. Eine Episode aus dem Revolutionsjahr 1918. Globus-Verlag Wien 1963.
- Israel zwischen den Fronten. Utopie und Wirklichkeit. Wien u. a.: Europa-Verlag 1965.
- Carl von Ossietzky, Eine politische Biographie. Berlin: Das Arsenal. Verlag für Kultur und Politik 1966.
- Carl von Ossietzky. Schriften in zwei Bänden, hg. von Bruno Frei und Hans Leonard. Berlin: Aufbau-Verlag 1966.
- Der Türmer, unter Mitwirkung von Josef Popper-Lynkeus. Wien: Verl. Notring 1971.
- Die anarchistische Utopie. Freiheit und Ordnung. Wien: Globus-Verlag 1971.
- Der Papiersäbel. Eine Autobiographie. Frankfurt/M.: S. Fischer Verlag 1972.
- Zur Kritik der Sozialutopie. Frankfurt/M.: S. Fischer Verlag 1973.
- Der kleine Widerstand. Wien: Sensen-Verlag 1978.
- Der Strohhut. Jugenderinnerungen. Wien: Verlag der Theodor Kramer Gesellschaft. Hg. und mit einem Nachwort von Evelyn Adunka. ISBN 978-3-903522-15-2

Veröffentlichungen in anderen Publikationen:
- Der blinde Bettler von der Produktenbörse und Geistige Arbeitslosigkeit. In: Ruth Beckermann (Hg.): Die Mazzesinsel – Juden in der Wiener Leopoldstadt 1918-38. Wien: Löcker Verlag 1984.

## Radiobeiträge (Podcast)
- Wolfgang Kos (Gestalter): Geschichten und Geschichte. Autobiographische Aussagen von Bruno Frei, im ORF-Radiosender Ö1 am 3. Jänner 1979, Archiv der Österreichischen Mediathek